# 天道流合気道
天道流合気道（てんどうりゅうあいきどう）は、清水健二が創始した合気道の会派である。
1969年（昭和44年）に合気会本部より独立し「清水道場」の名称で活動し、1975年（昭和50年）に「天道流合気道」と改称した。
現在、東京都世田谷区の三軒茶屋に本部道場・天道館を置き、ヨーロッパを中心に支部道場がある。

## 天道館
天道館（てんどうかん）は、東京都世田谷区三軒茶屋にある、天道流合気道の本部道場である。当初は「清水道場」であったが、1975年（昭和50年）の天道流合気道発足時に「天道館」と改称した。

## 年譜
- 1969年（昭和44年） - 管長・清水健二が合気会本部より独立し、清水道場として活動を開始する。
- 1975年（昭和50年） - 自らの会派を天道流合気道天道館と改称する。
- 1978年（昭和53年） - 合気道の指導のため西ドイツ（現ドイツ）へ招聘される。以後、毎年合気道の指導に渡り、後にセルビア、スロベニア、オランダ、ベルギー、オーストリア、フランス、メキシコ、デンマーク、ロシア、イタリアなどヨーロッパを中心に世界各地へ赴く。
- 1982年（昭和57年） - 三軒茶屋の天道館を本部道場とする。
- 1994年（平成6年） - 全ドイツ合気道連盟が天道流合気道の傘下に入る。創立25周年記念演武会を明治記念館で開催。
- 2002年（平成14年） - 天道館管長・清水健二が海外での合気道普及活動が認められ、外務大臣表彰を受賞。園遊会に招待される。
- 2009年（平成21年） - 国内外の門弟を招聘し天道館創立40周年記念Tendo World Seminar 2009（伊豆下田ホテル観音温泉）開催。
- 2012年（平成24年） - Tendo World Seminar 2012（伊豆下田ホテル観音温泉）開催。
- 2015年（平成27年） - Tendo World Seminar 2015（伊豆下田ホテル観音温泉）開催。
- 2019年（令和元年） - 天道館創立50周年記念・Tendo World Seminar2019（伊豆下田ホテル観音温泉）及び祝賀会（東京・八芳園）開催。

## 関連出版物
- 『禅と合気道』（書籍/鎌田茂雄・清水健二共著）
- 『天道』（写真集）
- 『天道流合気道 天道』（ビデオ）
- 『清水健二と合気道』（DVD・ビデオ）